# Avezzano Rugby
L'Avezzano Rugby Associazione Sportiva Dilettantistica è un club italiano di rugby a 15 di Avezzano.
Fondato nel 1977 come sezione rugbistica della polisportiva Unione Sportivi Avezzanesi, la squadra raggiunse per la prima volta la serie B nel 1985, mentre la serie A fu raggiunta per la prima volta nel 2006. Milita in serie A e gioca le partite interne allo stadio Angelo Trombetta.

## Storia
La società polisportiva denominata Unione Sportivi Avezzanesi, fondata nel 1977, incluse una sezione rugbistica alla cui presidenza fu eletto Angelo Trombetta. Il primo allenatore dei gialloneri fu Pasquale La Manna a cui si avvicendarono Paolo Mariani, Vicini, Bandini e Tiboni.
Nei primi anni di attività, svolta tra il centro sportivo "Don Orione" del quartiere Cesolino e lo stadio dei Pini, la squadra raggiunse la serie C1 e, al termine del campionato 1984-1985, conquistò la promozione in serie B, il secondo livello del campionato italiano di rugby a 15, categoria che tuttavia lasciò immediatamente.

Una formazione dell'Avezzano Rugby nel campionato 1994-1995

A partire dal 1992 la società si rinnovò e investì nel vivaio e nello staff. Allenatore della prima squadra in quegli anni fu il samoano Ivan Kapeli Tasi. 
Nel frattempo degli ex giocatori intrapresero l'attività di allenatori; tra questi Angelo De Zanet ed Alberto Santucci. Nacque la "scuola rugby", che cambierà il volto delle squadre giovanili dell'Avezzano.
Nel 1997 l'Avezzano raccolse i frutti degli sforzi societari centrando nuovamente la promozione in serie B, cui fece seguito una nuova retrocessione.
Nel 2001 l'Avezzano ottenne la possibilità di gestire, insieme al comune, il nuovo stadio del rugby di via dei Gladioli. Nel 2001-2002 arrivò a disputare gli spareggi per la promozione in serie B, persi contro il CUS Milano; l'anno successivo si qualificò nuovamente per gli spareggi e centrò la terza promozione in B dopo aver battuto la Vasari Rugby Arezzo e il Milazzo Rugby.
Nella stagione successiva la formazione giallonera riuscì a mantenere la categoria e, al contempo, a valorizzare il vivaio grazie anche all'attività di promozione del rugby svolto nelle scuole di Avezzano e dell'intera Marsica.
Al termine del campionato 2004-05 i gialloneri sfiorarono l'accesso agli spareggi-promozione per la serie A, piazzandosi al terzo posto dietro Milazzo Rugby e Frascati. La promozione arrivò comunque l'anno seguente: dopo aver concluso la stagione al secondo posto, l'Avezzano sfidò il Viterbo nei play-off che si conclusero in perfetta parità e, vincendo ai calci piazzati, conquistò una storica promozione in serie A.

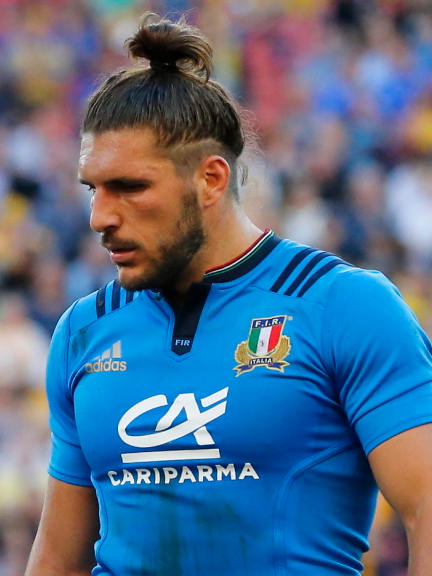
Giovanbattista Venditti con la maglia della nazionale italiana nel 2017

La permanenza nella seconda divisione del campionato italiano di rugby a 15 durò poco. L'Avezzano si classificò penultimo e retrocesse nuovamente in serie B. Al termine della stagione 2008-09 sfiorò l'accesso ai play-off, perdendo all'ultima giornata contro il Modena Rugby Club. L'anno seguente bissò la terza posizione, piazzandosi a pari punti, ma con minor differenza punti marcati-subìti, con il Frascati.

Logo dell'Avezzano Rugby in uso fino al 2017

Nel 2011, vincendo il proprio girone di serie B e i successivi spareggi promozione, centrò la promozione in serie A2.
Dopo un campionato 2011-2012 di A2 molto equilibrato, l'Avezzano rugby guadagnò la permanenza nel campionato vincendo ai play out con il Livorno, ultimo classificato nella serie A1.
Nelle stagioni successive la squadra non riuscirà ad evitare le due retrocessioni che portarono il club a tornare in serie C1. Dal 2013 la società potenziò ulteriormente il settore giovanile al fine di maturare esperienza nei tornei di serie C. La squadra, dopo la pool promozione di serie C1 2014-2015, venne promossa in serie B.
Il 28 marzo 2015 iniziò una nuova fase societaria che vide la partecipazione delle forze sociali del territorio e la costituzione di una nuova società tipo S.r.l., denominata Avezzano Rugby Associazione Sportiva Dilettantistica, che risulta essere il primo club rugbistico in Abruzzo per numero di iscritti, che comprende anche una squadra di rugby a 15 femminile.

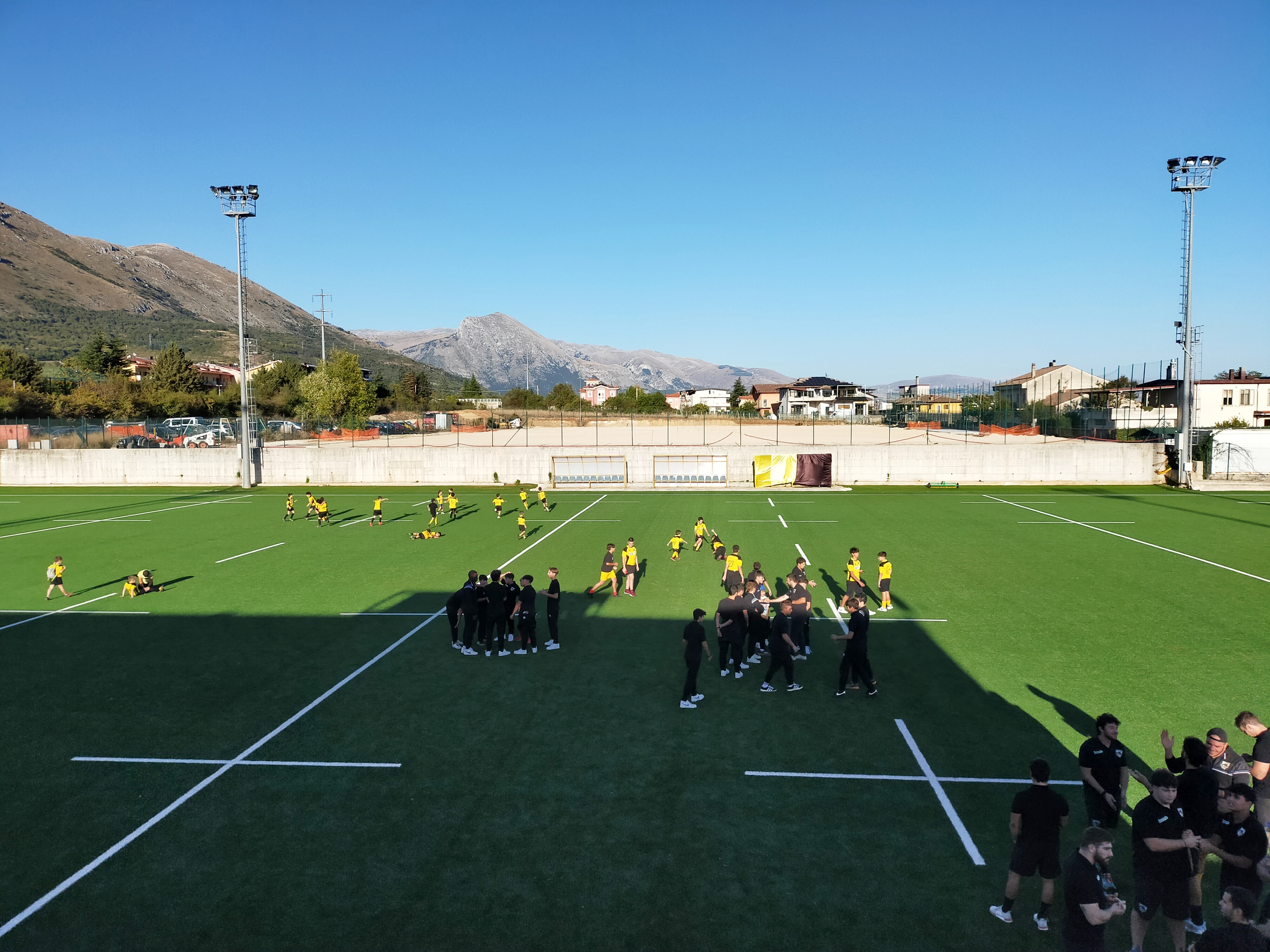
Il campo in erba sintetica inaugurato nel 2023

Nel 2017, in occasione del quarantennale della nascita del club, la società giallonera ha presentato il nuovo logo con al centro il simbolo dell'orso bruno marsicano che domina sulla scritta latina "Nec sine Marsis nec contra Marsos", detto identificativo dei Marsi coniato da Appiano di Alessandria.
Dopo aver mantenuto la serie B per tre anni, la guida tecnica della prima squadra venne affidata per la stagione 2018-2019 a Pierpaolo Rotilio, coadiuvato a livello tecnico da Vincenzo Troiani, entrambi ex allenatori del club L'Aquila Rugby nella serie A 2016-2017.
Nel 2020 Giovanbattista Venditti, dopo aver deciso un prematuro ritiro da rugbista ai massimi livelli, torna a vestire la maglia dell'Avezzano Rugby, militante in serie B.
Il campionato 2019-2020 fu sospeso con l'annullamento di promozioni e retrocessioni dalla Federazione Italiana Rugby il 26 marzo 2020 a seguito dell'emergenza dovuta alla pandemia di COVID-19, causa dell'interruzione di tutte le attività sportive in Italia.
Nella stagione 2021-22 la squadra, guidata da Pierpaolo Rotilio affiancato tecnicamente da Luca Di Giulio, si classifica al secondo posto nel girone 4 di serie B conquistando la promozione in serie A, campionato nazionale di seconda divisione. La stagione successiva si è conclusa con il quarto posto nel girone 3 di serie A, piazzamento che rappresenta il miglior risultato nella storia del sodalizio fino ad allora. In crescita, la squadra si posiziona al terzo posto nella stagione successiva, acquisendo il diritto di partecipare al nuovo torneo di serie A1, il massimo livello raggiunto dal club.

## Cronistoria
| Cronistoria dell’Avezzano Rugby |
| --- |
| - 1977 · Fondazione dell'Unione Sportivi Avezzanesi - 1977-78 · Serie D - 1978-79 · Serie D - 1979-80 · 1º serie D (promozione in serie C1) - 1980-81 · Serie C1 - 1981-82 · Serie C1 - 1982-83 · Serie C1 - 1983-84 · Serie C1 - 1984-85 · 1º girone D serie C1 (promozione in serie B) - 1985-86 · Serie B (retrocessione in serie C) - 1986-87 · Serie C - 1987-88 · Serie C - 1988-89 · Serie C - 1989-90 · Serie C - 1990-91 · Serie C - 1991-92 · Serie C - 1992-93 · Serie C - 1993-94 · Serie C - 1994-95 · Serie C - 1995-96 · 1º girone D serie C (promozione in serie B) - 1996-97 · Serie B (retrocessione in serie C) - 1997-98 · Serie C - 1998-99 · Serie C - 1999-2000 · Serie C - 2000-01 · Serie C - 2001-02 · 1º girone D serie C (sconf. play-off promozione) - 2002-03 · 1º girone D serie C (promozione in serie B) - 2003-04 · 7º girone D serie B - 2004-05 · 3º girone D serie B - 2005-06 · 2º girone D serie B (promozione in serie A) - 2006-07 · 11º girone B serie A (retrocessione in serie B) - 2007-08 · 5º girone B serie B - 2008-09 · 3º girone B serie B - 2009-10 · 3º girone B serie B - 2010-11 · 1º girone D serie B (promozione in serie A2) - 2011-12 · 9º serie A2 - 2012-13 · 12º serie A2 (retrocessione in serie B) - 2013-14 · 12º girone D serie B (retrocessione in serie C1) - 2014-15 · 1º girone C serie C1 (promozione in serie B) - 2015-16 · 5º pool 1 girone 4 serie B - 2016-17 · 7º girone 4 serie B - 2017-18 · 11º girone 4 serie B - 2018-19 · 7º girone 4 serie B - 2019-20 · girone 4 serie B (stagione sospesa) - 2020-21 · n/a - 2021-22 · 2º girone 4 serie B (promozione in serie A) - 2022-23 · 4º girone 3 serie A - 2023-24 · 3º girone 3 di serie A (promozione in serie A1) - 2024-25 · 8º serie A1 |

## Strutture
A partire dal 2001 l'Avezzano Rugby gestisce con il comune lo stadio del rugby, intitolato nel 2020 ad Angelo Trombetta, situato di via dei Gladioli nella periferia nord est della città.
Lo stadio con campo in erba naturale è dotato di tribuna da circa 700 posti a sedere,  palestra e "club house 1977". Il 12 ottobre 2023 è stato inaugurato il contiguo impianto sportivo in erba sintetica è dotato di una tribuna con 700 posti a sedere.